# Potentilla taronensis
Potentilla taronensis är en rosväxtart som beskrevs av Cheng Yih Wu, Tse Tsun Yu och C.L. Li. Potentilla taronensis ingår i Fingerörtssläktet som ingår i familjen rosväxter. Inga underarter finns listade i Catalogue of Life.